# Swietłyj Put´ Lenina
Swietłyj Put´ Lenina (ros. Светлый Путь Ленина) – osiedle w Rosji, w Kraju Krasnodarskim, w rejonie tiemriukskim. W 2010 liczyło 2660 mieszkańców.